# Nachal Ba'alan
Nachal Ba'alan (hebrejsky: נחל בעלן) je vádí v pahorkatině Šefela v Izraeli.
Začíná v nadmořské výšce cca 200 metrů severně od vesnice Bejt Nir, v řídce zalidněné turisticky využívané krajině. Směřuje pak k severu mírně zvlněnou krajinou. Nedaleko Národního parku Tel Cafit ústí zleva do toku Nachal Luzit.